# Regensburger Wurst

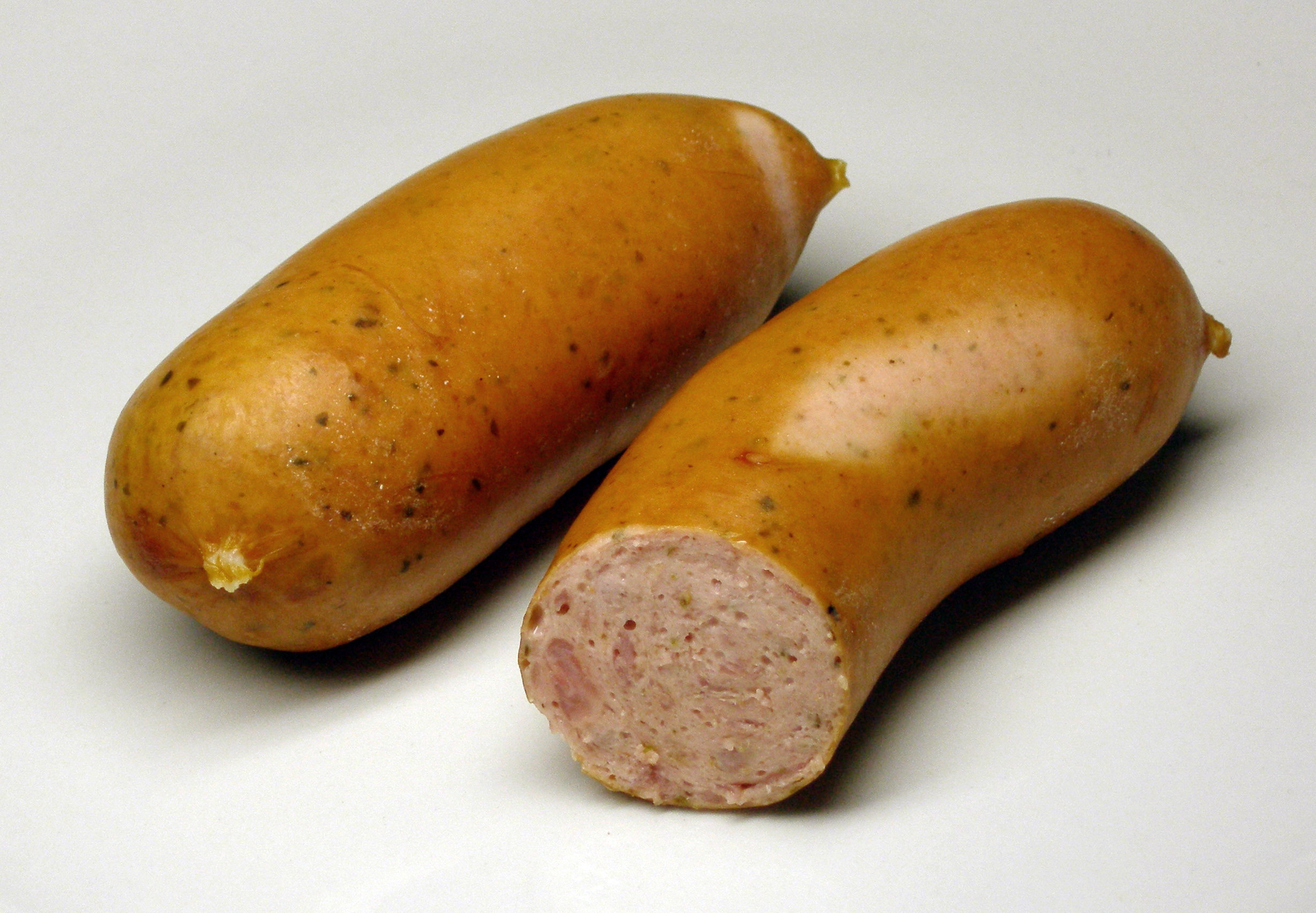
Corte de una Regensburger Wurst.

La Regensburger Wurst es una salchicha de tipo Brühwurst muy típica en los acompañamientos de los platos de la cocina bávara. Se compone de carne de cerdo picada y compacta, suele ser de pequeño tamaño llegando a una longitud entre los 10 cm. Es originaria de la ciudad alemana de Regensburg desde el siglo XIX.

## Características
Se elabora la salchicha con carne de cerdo picada a la que se le añade diferentes tipos de especias y posteriormente se embute en tripas de plástico, se cura mediante ahumado en madera de avellano.

## Usos
Se encuentra frecuentemente cocida como acompañamiento de los platos de la cocina del sur de Alemania, en especial: Baviera y Franconia, es un ingrediente esencial en el Bayerischer Wurstsalat, aunque es posible ver a esta salchicha en un plato denominado: "Regensburger-Semmel mit allem" (La regensburger con todo) que se hace acompañar de rábanos, mostaza y cebollas.